# Kónya Ákos
Kónya Ákos (Kecskemét, 1974. október 22. –) világbajnoki bronzérmes magyar ultramaratoni futó.

## Életrajza
Jelentősebb eredményei közé tartozik a 2007-es terepfutó világbajnokságon szerzett harmadik helyezése, a 2007-es amerikai 24 órás országos bajnokságon szerzett első helye, valamint a 2006-os, 2007-es és 2008-as Badwater-ultramaratonin elért második helyezése.
Kónya ultramaratoni karrierje 2003-ban, egy hosszabb sérülés után kezdődött.
A világ élvonalába 2006-ban tört be amikor a szélsőséges körülményeiről ismert Badwater versenyen megszorongatta a pályacsúcstartó Scott Jurek-et. A 2007-es Badwater versenyen ismét második helyen ért célba az 1987 óta rendezett verseny történetének második legjobb időeredményével.
A 2007-es amerikai 24 órás országos bajnokságon első helyen ért célba de mivel magyar állampolgár, az aranyérem mellett nem hirdethették ki országos bajnoknak.
A Kecskeméti Congregatio Jesu Ward Mária Angolkisasszonyok leánygimnáziumában óraadó tanárként is dolgozott.
Jelenleg a Kecskeméti Táncsics Mihály Középiskolai Kollégium igazgatóhelyettese.

## Egyéni csúcsai
| Táv         | Eredmény  | Hely                 | Év   |
| ----------- | --------- | -------------------- | ---- |
| 100 km      | 7:53:27   | Cerritos, Kalifornia | 2007 |
| 100 mérföld | 14:51:54  | Huntsville, Texas    | 2007 |
| 24 óra      | 235,44 km | Grapevine, Texas     | 2007 |

A Kecskeméti Congregatio Jesu Ward Mária Angolkisasszonyok leánygimnáziumában óraadó tanárként is dolgozott.
Jelenleg a Kecskeméti Táncsics Mihály Középiskolai Kollégium igazgatóhelyettese.